# Billabong Pro South Africa
Billabong Pro South Africa es el sexto evento del ASP World Tour que se celebra en Jeffreys Bay, Sudáfrica durante el mes de julio.
Hace más de cuarenta años que Jeffreys Bay recibe surfistas de todo el mundo para surfear la legendaria ola de Supertubes, universalmente conocida como uno de los mejores lugares de surf de todo el planeta. Actualmente, Billabong patrocina este histórico evento.

## Historia del evento
El primer campeonato fue el Beach Hotel Classic en el año 1981 con un premio en metálico de 130 dólares. El evento inaugural vio al legendario surfista surafricano e internacional Shaun Tomson conseguir el campeonato en olas de 1,5 metros en Supertubes.
En julio de 1984 la ASP incluyó a Jeffreys Bay dentro de sus campeonatos oficiales internos. El evento de 1984 fue considerado entonces como "uno de los mejores 20 campeonatos de la historia", según Al Hunt, Mánager General de la ASP. Y es que aquel año esa edición reunió a surfistas como el actual campeón surafricano Shaun Tomson, la estrella mundial Tom Carroll y Mark Occhilupo, con 18 años por aquel entonces.
El evento no se celebró en los años 1985 y 1986, pero en 1987 volvió como el Billabong Country Feeling J-Bay Surf Classic, un evento de clase A del inaugural tour de Sudáfrica "SA Surfing Series" (SASS). En 1993 el campeonato alcanzó el nivel ASP World Qualifying Series (WQS) y en la final Munga Barry venció a Kelly Slater.
En la mañana del 2 de junio de 1996 no se pudo surfear en Jeffreys Bay tras 12 años de campeonatos ininterrumpido, trasladándose a Boneyards. Por la tarde finalmente se pudo surfear la mítica ola Supertubes. En 1997 el evento entra en el WCT. La edición del 2006 tuvo el final más dramático de la historia del evento cuando en el último día del período de espera, con olas de 2,5 metros y necesitando un 9.23 para superar a Andy Irons, Kelly Slater consiguió un repertorio de maniobras tal, que a 30 segundos del final, consiguió un 9.5, y la victoria que más tarde le supondría su 7º título mundial.
El de 2007 fue un campeonato lleno de aplazamientos como consecuencia de la baja calidad de olas. Cuando todos pensaban que los organizadores se verían obligados a ampliar las fechas, el 21 de julio (penúltimo día) se decidió quien era el vencedor. Taj Burrow se hizo con la victoria en una final nada que ver a las del año anterior. El australiano con un 8.50 en su segunda ola y un 8.00 en la cuarta sumó un total de 16.50 que le bastaron para vencer con solidez al otro finalista Kelly Slater. El estadounidense no pudo hacer nada ante el empuje de Burrow y tuvo que conformarse con un 2.57 en su segunda ola y un 3.60 en su octava ola. Slater apenas llegó a conseguir un 6.17 en total.

## Último evento
| Posición | Año  | Campeón        | Nacionalidad   |
| -------- | ---- | -------------- | -------------- |
| 1º       | 2008 | Kelly Slater   | Estados Unidos |
| 2º       | 2008 | Mick Fanning   | Australia      |
| 3º       | 2008 | Joel Parkinson | Australia      |
| 3º       | 2008 | Taj Burrow     | Australia      |

## Pasados campeones
| Año  | Campeón        | Nacionalidad   |
| ---- | -------------- | -------------- |
| 2007 | Taj Burrow     | Australia      |
| 2006 | Mick Fanning   | Australia      |
| 2005 | Kelly Slater   | Estados Unidos |
| 2004 | Andy Irons     | Hawaii         |
| 2003 | Kelly Slater   | Estados Unidos |
| 2002 | Mick Fanning   | Australia      |
| 2001 | Jake Paterson  | Australia      |
| 2000 | Jake Paterson  | Australia      |
| 1999 | Joel Parkinson | Australia      |
| 1998 | Munga Barry    | Australia      |
| 1997 | Jevon Le Roux  | Sudáfrica      |
| 1996 | Kelly Slater   | Estados Unidos |
| 1995 | Seth Hulley    | Sudáfrica      |
| 1994 | Justin Strong  | Sudáfrica      |
| 1993 | Munga Barry    | Australia      |
| 1992 | Seth Hulley    | Sudáfrica      |
| 1991 | Pierre Tostee  | Sudáfrica      |
| 1990 | Marcus Brabant | Australia      |
| 1989 | Justin Strong  | Sudáfrica      |
| 1988 | Mike Burness   | Sudáfrica      |
| 1987 | Grant Myrdal   | Sudáfrica      |
| 1986 | No celebrado   | -              |
| 1985 | No celebrado   | -              |
| 1984 | Mark Occhilupo | Australia      |
| 1983 | David Barr     | Estados Unidos |
| 1982 | Greg Day       | Australia      |
| 1981 | Shaun Tomson   | Sudáfrica      |